# Kujto
Il Kujto (in russo Куйто?; in finlandese Kuittijärvet) è un sistema di tre laghi della Russia europea situati nel Kaleval'skij rajon della Carelia, nel bacino del fiume Kem'. I tre bacini sono noti con i nomi di Verchnee Kujto (Kujto superiore), lo Srednee Kujto (Kujto di mezzo) e il Nižnee Kujto (Kujto inferiore).

## Descrizione
- Verchnee Kujto (in finlandese: Ylä-Kuittijärvi), ha una superficie di 198 km², la sua lunghezza è di 42 km, la larghezza massima è di 19,6 km. Si trova a un'altitudine di 103 m; ha una profondità media di 7,4 m e una massima di 44 m.[1] Maggiore affluente il fiume Pista (lungo 110 km).

- Srednee Kujto (in finlandese: Keski-Kuittijärvi), si trova nella parte centrale a un'altitudine di 101 m; la sua superficie è di 257 km². La lunghezza è di circa 42 km, la larghezza massima è di 11,7 km. La profondità media è di 10,8 m, la massima è di 34 m.[2]

- Nižnee Kujto (infinlandese: Ala-Kuittijärvi), occupa l'estrema posizione sud-orientale nel sistema dei laghi Kujto. Si trova a un'altitudine di 100 m. La sua superficie è di 141 km². La lunghezza è di 30,4 km, la larghezza massima di 7,5 km. Profondità media 9,4 m, massima 33 m.[3][4]

I laghi si allungano ad arco per 140 km in direzione latitudinale e sono interconnessi da canali. Il canale tra il Verchnee Kujto e lo Srednee è lungo circa 8 km e passa lungo il più piccolo lago Alajärvi. Il villaggio careliano di Luusalmi si trova sul ponte tra lo Srednee e il Nižnee (stretto di Luusalm). 
Dopo la costruzione di una diga alla sorgente del fiume Kem', nel 1956, lo Srednee e il Nižnee Kujito sono stati trasformati in bacini idrici. Il Nižnee Kujto termina con una diga costruita nel 1956, sotto la quale scorre il fiume Kem'.
I laghi gelano da novembre sino all'inizio di maggio; sono frequentati da turisti, pescatori e canoisti.

## Ittiofauna
I laghi sono popolati da salmoni, coregoni, coregoni bianchi, Thymallinae, Rutilus, persici, ide, lucci, bottatrici, leucisci e acerine.